# Felisa Irigoyen
Felisa Irigoyen, (España, c. 1911 - España, 29 de marzo de 2013) fue una modista y empresaria de moda española. Trabajó como jefa de taller del diseñador de alta costura, Cristóbal Balenciaga y creó su propia firma Felisa-José Luis en 1968.

## Trayectoria
Irigoyen fue maestra de fantasía y jefa del taller del diseñador español Cristóbal Balenciaga, una vez se hizo la reapertura de la sede de Madrid al finalizar la Guerra civil española. Desde 1945 hasta 1968, se encargó de confeccionar los vestidos de noche y de novia de sus clientas destacadas. Viajaba con frecuencia a París para seleccionar nuevos diseños de alta costura que podrían vestirse en España. Era experta en la construcción de volúmenes característicos de los diseños de Balenciaga. Cosió, entre otros, el vestido de boda de la reina Fabiola de Bélgica y algunos trajes para Sonsoles Díez de Rivera y de Icaza, marquesa de Llanzol. Fueron las primeras manos de Irigoyen en el taller de Balenciaga, las también modistas, Carmen y Emilia Carriches.
Tras el cierre de la casa Balenciaga en 1968, Irigoyen inauguró su propia casa de alta costura en Madrid, junto al peletero José Luis Molina, bajo el nombre: Felisa-José Luis. En este período, Emilia Carriches fue su jefa de taller. En 1972, confeccionó en su sede, el último diseño de Balenciaga, el vestido de novia de Carmen Martínez-Bordiú para la boda con Alfonso de Borbón.
Fue una de las impulsoras de la creación del Museo Balenciaga en Guetaria, junto a Díez de Rivera.
Falleció el 29 de marzo de 2013 a los 102 años.

## Reconocimientos
En 2003, cuando la reina Fabiola de Bélgica donó su vestido de novia al Museo Balenciaga pidió que solo podría ser restaurado por Irigoyen.  En 2021, un traje de Irigoyen diseñado en 1969, se vendió por 1 690 libras, y uno de sus vestidos de cóctel fue subastado por 2 000,08 libras. En 2022 fue incluida en la exposición El Siglo de Balenciaga. Dentro de la colección personal del modista Lorenzo Caprile se encontraba un vestido de Irigoyen que fue donado al Museo del Traje de Madrid en 2024.